# Dini-tétel
A matematikai analízisben Dini tétele a következőt mondja ki:
Ha adott egy X kompakt topologikus tér, és ezen belül {fn} monoton növekvő, folytonos és valós függvényekből álló függvénysorozat, amely pontonként konvergál egy f folytonos függvényhez, akkor ez a konvergencia egyenletes is. Analóg módon teljesül az {fn} monoton csökkenő esetre is.